# 무정의 제3부두
"무정의 제3부두"는 1993년에 개봉한 대한민국의 영화이다.

## 캐스팅
- 이대근 : 강철민 역
- 김경진 : 지숙 역
- 남포동: 칠성 역
- 김기주 : 고만길 역
- 이석구 : 상팔 역
- 박동룡 : 갈매기 역
- 황인조 : 덕구 역
- 박상현 : 명수 역
- 강은아 : 춘희 역
- 김예령 : 마담 역
- 최두열 : 이무기 역
- 국정환 : 클럽사장 역
- 주상호 : 지배인 역
- 홍충길 : 웨이터 역
- 이해룡 : 설 사장 역
- 김학성 : 경수 역
- 윤일주 : 점포주인 1 역
- 나갑성 : 점포주인 2 역
- 김승환 : 왕초 역
- 한명환 : 일수남자 역
- 석인수 : 일수여자 역
- 장선 : 경비반장 역
- 임해림 : 구 사장 역
- 안진수 : 변호사 역
- 박광설 : 상팔부하 역
- 심재원 : 상팔부하 역
- 신재명 : 상팔부하 역
- 전진태 : 상팔부하 역
- 최명호 : 상팔부하 역
- 이국연 : 상팔부하 역
- 신범식 : 고만식부하 역
- 한갑식 : 고만식부하 역
- 김상범 : 고만식부하 역
- 이무룡 : 고만식부하 역
- 김상철 : 고만식부하 역
- 박중재 : 고만식부하 역
- 이성 : 고만식부하 역